# Abdoul Karim Camara
Pour les articles homonymes, voir Cabral.
Abdoul Karim Camara, dit Cabral, né le 2 juillet 1955 et mort assassiné sous la torture le 17 mars 1980 à Bamako, est un leader étudiant malien.

## Histoire
Étudiant en philo-pédagogie à l’École normale supérieure de Bamako (ENSUP), Abdoul Karim Camara est élu le 17 février 1980 président de l’Union des élèves et étudiants du Mali (UNEEM) lors du congrès qui se tient dans la clandestinité de cette organisation récemment dissoute par le régime autoritaire de Moussa Traoré. Le congrès lance un mot d’ordre de grève pour réclamer la libération de lycéens arrêtés lors de manifestation à Ségou. Des manifestations étudiantes sont violemment réprimées. 
Abdoul Karim Camara est arrêté le 16 mars 1980. Il est tué le lendemain.
Le 16 mars 2014, Almahamoud Sidibé, commissaire de police à la retraite, témoigne lors d'une conférence de sa présence lors des sévices infligés à Cabral par la police, et reconnait avoir amené le corps du jeune garçon à l'hôpital où un médecin a confirmé sa mort.

## Commémoration
Depuis la chute de Moussa Traoré et la mise en place de la démocratie au Mali, l’assassinat d’Abdoul Karim Camara est commémoré chaque année le 17 mars. Un monument en son souvenir a été érigé à Bamako et le lycée de Ségou porte son nom.